# Кьюэлл, Харри
Ха́рри Кью́элл (англ. Harry Kewell; 22 сентября 1978, Смитфилд, Сиднейская агломерация, Новый Южный Уэльс) — австралийский футболист и тренер, игрок сборной Австралии. Выступал на позиции левого атакующего полузащитника или левого нападающего. Один из самых известных и титулованных футболистов Австралии.

## Карьера
В 1995 году Харри Кьюэлл получил предложение перейти в английский «Лидс Юнайтед». В ту пору «Лидс» был одним из лидеров Премьер-лиги. Поначалу Харри выступал за молодёжный состав клуба, в составе которого выиграл Молодёжный кубок Англии. Начиная с сезона 1997/98, Харри неизменно попадает в состав «Лидс Юнайтед». В то время тренером «Лидс» был Джордж Грэм, опытный наставник, но максимум, что ему удалось, это занять место в турнирной таблице, позволяющее выступать в Кубке УЕФА. Грэма сменил легендарный защитник сборной Ирландии и лондонского «Арсенала» Дэвид О’Лири. В команде блистали молодые Марк Видука, Рио Фердинанд, Робби Кин, Алан Смит, Ли Бойер и Пол Робинсон. В «Лидс Юнайтед», по примеру «Манчестер Юнайтед», началось денежное вливание.
Кьюэлл играл одну из ведущих ролей в клубе. Его игра вызывала восторг зрителей «Элланд Роуд», и за свою игру как в «Лидсе», так и в сборной Австралии Харри назывался лучшим игроком Океании. Но Харри, как и многие талантливые игроки, был жертвой травм, которые, возможно, так и не позволили ему раскрыть свой талант полностью. В его карьере в составе «Лидса» можно только с натяжкой набрать три полноценных сезона, когда Харри больше 30 раз выходил на поле, все остальные сезоны Кьюэлл был вынужден залечивать травмы.
Не лучше ситуация складывалась и в клубе, несмотря на то, что «Лидс Юнайтед» был участником Лиги чемпионов, в чемпионате команда не показывала результата. На смену О’Лири пришёл не менее знаменитый в прошлом защитник сборной Англии и клуба «Эвертон» Питер Рид. При нём дела как у Харри, так и у клуба, складывались плохо. После того как в сезоне 2002/03 «Лидс Юнайтед» начал терпеть катастрофу, Харри Кьюэлл перешёл в «Ливерпуль».
Но и в «Ливерпуле» карьера у Харри не заладилась, виной чему опять травмы. Только свой первый сезон Кьюэлл провёл полноценно, все остальные вынужден был лечить травмы. В сезоне 2006/07 австралиец сыграл два неполных матча за сезон и забил гол. В конце сезона 2007/08 Харри принял решение перебраться в Стамбул.
19 августа 2011 года Кьюэлл перешёл в клуб «Мельбурн Виктори», подписав контракт на три года.

## Личная жизнь
Гарри женат на актрисе Шери Мёрфи, и у них четверо детей.

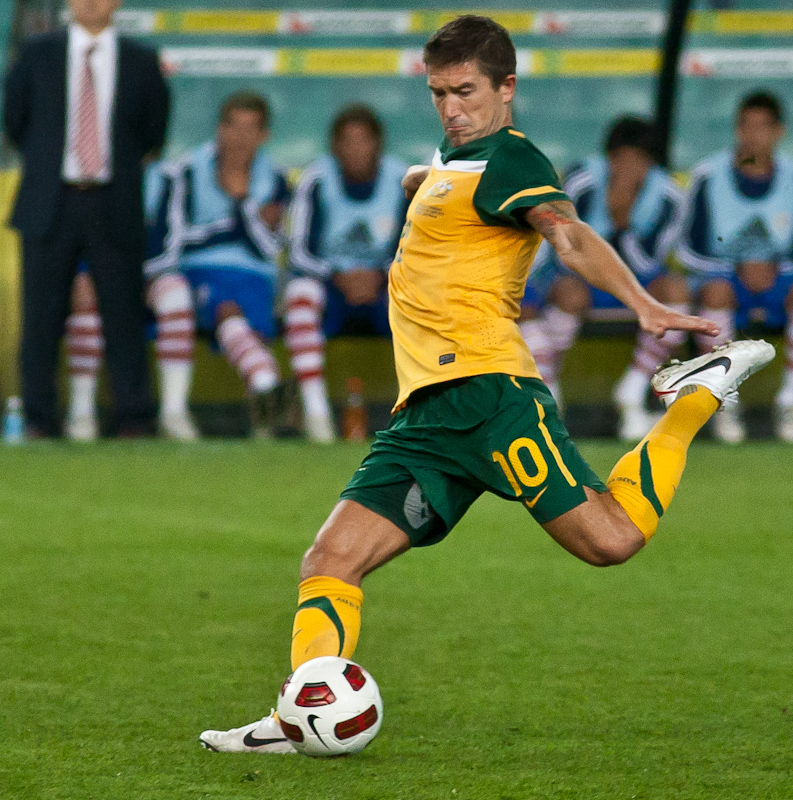
Кьюэлл в матче за сборную. 2010 год

## Достижения
«Лидс Юнайтед»
- Обладатель Молодёжного кубка Англии (1997)

«Ливерпуль»
- Победитель Лиги чемпионов (2005)
- Обладатель Суперкубка Европы (2005)
- Обладатель Кубка Англии (2006)
- Обладатель Суперкубка Англии (2006)

«Галатасарай»
- Обладатель Суперкубка Турции (2008)

Сборная Австралии
- Финалист Кубка конфедераций (1997)
- Участник Чемпионата мира 2006 (1/8 финала)
- Обладатель Кубка наций ОФК (2004)